# Lebowa
1972–1994
Entités précédentes :
- Afrique du Sud

Entités suivantes :
- Afrique du Sud

Le Lebowa (rarement Lébowa) était un bantoustan situé dans l'ancienne province du Transvaal d'Afrique du Sud, aujourd'hui dans la province du Limpopo et dans la province du Mpumalanga. Le Lebowa fut un État autonome non reconnu de 1972 à 1994 dans le cadre du régime d'apartheid. Il regroupait principalement des Africains des ethnies pedi et ndébélés du Nord.
Lebowa signifie Nord en sotho du Nord par opposition aux autres sothos d'Afrique du Sud et du Lesotho qui vivent plus au Sud et parlent le sotho du Sud.

## Histoire
En août 1969, le bantoustan du Lebowa est créé, englobant une partie du Sekhukhuneland , et le 2 octobre 1972, il obtient l'autonomie. Il sera réintégré à l'Afrique du Sud le 27 avril 1994.

## Géographie
Le Lebowa se situait dans le Nord-Est de l'Afrique du Sud. Son territoire était composé de deux enclaves principales (aujourd'hui dans la province du Limpopo) et d'une petite enclave (aujourd'hui dans la province du Mpumalanga). Il était en contact avec le bantoustan du Gazankulu en deux endroits.

## Politique
Il existait deux partis politiques au Lebowa : le Lebowa National Party (ou LNP) et le Lebowa People’s Party (ou LPP).

### Liste des chefs d'État du Lebowa
- Lebowa
  - Mokgama Maurice Matlala (chef du conseil) (LNP) : d'août 1969 au 2 octobre 1972
- Lebowa (autonome)
  - Mokgama Maurice Matlala (ministre en chef) (LNP) : du 2 octobre 1972 au 8 mai 1973
  - Cedric Namedi Phatudi (ministre en chef) (LPP) : du 8 mai 1973 au 7 octobre 1987
  - Z.T. Seleki (ministre en chef) (LPP) : du 7 octobre 1987 au 21 octobre 1987
  - Mogoboya Nelson Ramodike (premier ministre puis président à partir de 1989) (LPP) : du 21 octobre 1987 au 26 avril 1994

## Population
Le Lebowa avait été créé pour accueillir les Sothos du Nord et les Ndébélés du Nord d'Afrique du Sud.
En 1978, il y avait 1 603 854 Sothos du Nord en Afrique du Sud dont 899 301 dans le Lebowa (56 %), 101 887 dans les autres bantoustans (6,3 %) et 602 666 dans les zones blanches (37,7 %). Il y avait aussi 181 748 Ndébélés du Nord dont 46 836 dans le Lebowa (25,8 %), 23 172 dans les autres bantoustans (12,7 %) et 111 740 dans les zones blanches (61,5 %).
Au recensement de 1992, la population du Lebowa s'élevait à 2 924 584 personnes.
Les langues les plus parlées étaient le sotho du Nord et l'afrikaans.

## Drapeau
Le drapeau du Lebowa est défini dans la section deux du Lebowa Flag Act de 1974.
Le bleu fait référence au ciel, au développement et au progrès, le vert représente la terre et le Soleil rayonnant symbolise l'arrivée d'une nouvelle époque pour les Sothos.
Le drapeau a été abandonné le 27 avril 1994 avec la réintégration du Lebowa dans l'Afrique du Sud.